# Beds Are Burning
Singles de Midnight Oil
The Dead Heart
(1986) Put Down That Weapon
(1987)
Clip vidéo
[vidéo] « Beds Are Burning », sur YouTube
Pistes de Diesel and Dust
Put Down That Weapon
(2)
Beds Are Burning est une chanson de 1987 du groupe de rock australien Midnight Oil, premier titre sur leur album Diesel and Dust. Cette chanson est le second single extrait de l'album.

## Thème
Beds Are Burning est une chanson politique, réclamant la restitution de leurs terres natales aux aborigènes Pintupi, volées 200 ans plus tôt par les colons britanniques. En parlant de la spoliation d'un territoire et de son exploitation pour en tirer un maximum de profit, la défense du peuple aborigène se double d'un message écologiste plus global, et souligne l'urgence à prendre conscience de l'impact des activités humaines sur la planète.

## Réception et classements
Cette chanson, l'un des plus grands succès des années 1987-1988, a permis au groupe de se faire connaître mondialement. Elle a été classée no 1 des charts sud-africains, néo-zélandais et canadien, no 3 aux Pays-Bas, no 5 dans le top 50 français, no 6 dans les charts britanniques, no 11 en Irlande, no 17 aux États-Unis et en Suède.
Beds Are Burning est élue chanson de l'année et single de l'année à la cérémonie des ARIA Awards 1988.
Elle fait partie du Rock and Roll Hall of Fame's 500 Songs that Shaped Rock and Roll (panthéon des « 500 chansons qui ont façonné le rock 'n' roll »).
En mai 2001, l'Australasian Performing Right Association (APRA, membre australien de la CISAC) a célébré son 75e anniversaire en nommant les meilleures chansons australiennes de tous les temps, classant Beds Are Burning 3e derrière Friday on My Mind des Easybeats et Eagle Rock de Daddy Cool.

## Performances notables
Midnight Oil interprète la chanson sur une scène installée sur la piste du stade olympique de Sydney, devant plusieurs millions de téléspectateurs, le 1er octobre 2000 lors de la cérémonie de clôture des Jeux olympiques de Sydney. Le Premier ministre John Howard avait déclenché une importante polémique cette année-là avec son refus de s'excuser auprès des Aborigènes victimes de l'épisode connu en Australie sous le nom de Générations volées. Le groupe joue la chanson vêtu d'habits noirs, sur lesquels sont inscrits en caractères blancs horizontaux (sur la poitrine) et verticaux (sur les jambes) le mot « Sorry », comme une excuse populaire aux Aborigènes et pour souligner le problème à Howard, qui était présent dans le public,.

## Liste des titres
- 45 tours
  1. Beds Are Burning (Peter Garrett / Jim Moginie / Rob Hirst)  - 4:14
  2. Gunbarrel Highway (Garrett / Moginie / Hirst / Peter Gifford / Martin Rotsey) - 3:37
- Maxi 45 tours, CD single
  1. Beds Are Burning - 4:14
  2. Hercules (Garrett / Moginie / Hirst) - 4:28
  3. Power And The Passion (Garrett / Moginie / Hirst) - 5:40
  4. Gunbarrel Highway - 3:37
- Cassette audio
  1. Beds Are Burning - 4:14
  2. Bullroarer (Garrett / Moginie / Hirst) - 4:59
- EP Vinyl (États-Unis)
  1. Beds Are Burning (Kintore East) - 8:04
  2. Beds Are Burning (LP Version) - 4:14
  3. Beds Are Burning (Yuendumu Percapella Mix) - 4:29
  4. The Dead Heart (LP Version) (Garrett / Moginie / Hirst) - 5:10
  5. The Dead Heart (Long Version) - 6:07
- EP Vinyl (Royaume-Uni)
  1. Beds Are Burning - 4:14
  2. Beds Are Burning (Yuendumu Percapella Mix) - 4:27
  3. The Dead Heart (Long Version) - 6:07

## Classements et certifications
| Classement (1987–1989)                 | Meilleure position |
| -------------------------------------- | ------------------ |
| Afrique du Sud (Springbok Radio)       | 1                  |
| Australie (Kent Music Report)          | 6                  |
| Belgique (Flandre Ultratop 50 Singles) | 2                  |
| Belgique (Flandre VRT Top 30)          | 2                  |
| Canada (20 Dance Singles)              | 20                 |
| Canada (RPM 100 Singles)               | 1                  |
| États-Unis (Billboard Hot 100)         | 17                 |
| États-Unis (Album Rock Tracks)         | 6                  |
| États-Unis (Hot Dance Club Play)       | 20                 |
| États-Unis (Cash Box)                  | 26                 |
| France (SNEP)                          | 5                  |
| Irlande (IRMA)                         | 11                 |
| Nouvelle-Zélande (RMNZ)                | 1                  |
| Pays-Bas (Nederlandse Top 40)          | 3                  |
| Pays-Bas (Single Top 100)              | 3                  |
| Royaume-Uni (UK Singles Chart)         | 6                  |
| Suède (Sverigetopplistan)              | 17                 |

| Classement (1987)             | Position |
| ----------------------------- | -------- |
| Australie (Kent Music Report) | 21       |

| Classement (1988)                | Position |
| -------------------------------- | -------- |
| Afrique du Sud (Springbok Radio) | 10       |
| Belgique (Flandre Ultratop 50)   | 47       |
| Pays-Bas (Nederlandse Top 40)    | 25       |
| Pays-Bas (Single Top 100)        | 30       |

| Pays                    | Certification | Date            | Ventes  |
| ----------------------- | ------------- | --------------- | ------- |
| Australie (ARIA Charts) | Platine       | 2014            | 70 000  |
| Canada (CRIA)           | Or            | 21 juillet 1988 | 50 000  |
| France (SNEP)           | Argent        | 1988            | 250 000 |
| Royaume-Uni (BPI)       | Argent        | 26 janvier 2024 | 200 000 |

## Reprises
En 2004, le groupe allemand d'eurodance Novaspace (en) a repris la chanson avec succès. Cette version s'est en effet classée 2e en Autriche, 7e en Allemagne et 42e en Suisse,,.
Le 2 octobre 2009, 60 musiciens et célébrités mondiales enregistrèrent une reprise, distribuée gratuitement, afin de promouvoir les discussions sur le changement climatique lors de la conférence de Copenhague sous l'égide de l'ONU. On compte parmi les chanteurs Lily Allen, Simon Le Bon du groupe Duran Duran, Youssou N'Dour, Klaus Meine de Scorpions, Bob Geldof, Fergie, Yodelice, The All-American Rejects ou encore Yannick Noah, et parmi les personnalités, l'ancien secrétaire général de l'ONU Kofi Annan, l'archevêque Desmond Tutu, les actrices Marion Cotillard et Mélanie Laurent.
Début 2020, les chanteuses Amanda Palmer et Missy Higgins ont également repris la chanson avec pour un album caritatif réalisé à Melbourne à la suite des feux de brousse de 2019-2020 en Australie.
De nombreux autres artistes ont repris Beds Are Burning, comme le groupe de metal allemand Sinner en 1995 ou le groupe de punk hardcore français Black Bomb A en 2006 dans son album One Sound Bite To React.